# パイヤール室内管弦楽団
パイヤール室内管弦楽団（Orchestre de chambre Jean-François Paillard）は、フランス・パリを本拠地として、活動していた室内オーケストラである。

## 概要
1953年にジャン＝フランソワ・パイヤールによって設立されたジャン＝マリー・ルクレール器楽合奏団を前身として、1959年に設立。

フランスやイタリアのバロック音楽が中心だが、ドビュッシーなどの近代フランス音楽なども演奏する。音楽祭への出演、世界ツアーなど行う傍ら、同年に設立されたエラート・レーベルの看板楽団として数々のレコーディングを行った。

主なレコーディングは、前記のレパートリーのほかJ・S・バッハやモーツァルトの管弦楽曲・協奏曲などがエラート・レーベルにある。
2007年に、リーダーの引退に伴い解散した。